# Tretkurbelrad von Baader

Baadersches Tretkurbelrad 1825/62

Das Tretkurbelrad von Baader galt lange Zeit als das erste und älteste Zweirad mit Tretkurbeln. Als Erfinder gilt Oberbergrat Joseph von Baader, der das Tretkurbelrad 1825 für Botendienste zwischen München und Nymphenburg benutzt haben soll. Nach Paul von Salvisberg soll auf Anregung des „Bureau-Offizianten des königlichen Obersthofmeisterstabes“, Karl Keck, der Schmiedemeister Heigl in Nymphenburg erst 1862 Tretkurbeln an das Laufrad angebracht haben. Keck soll auf die Idee ohne „anderweitige Anregung“ gekommen sein. Das Original stand bis Ende der 1890er Jahre im Nationalmuseum in München.